# Вава (Онтаріо)
Вава — це містечко (тавншип) в окрузі Алґома канадської провінції Онтаріо з населенням 2705 осіб (2021).

## Географія
Територію Вави обмежує річка Мічіпікотен на заході та озеро Вава на сході. Приблизно за 165 кілометрів на південь знаходиться місто Су-Сент-Марі та за 260 кілометрів на схід — Тиммінс. Трансканадське шосе проходить краєм Вави на заході. Північно-східний берег озера Верхнього пролягає за вісім кілометрів на південний захід.

## Історія
Перші поселенці з Європи дослідили острови на початку 17 століття. У 18 столітті вони оселилися на берегах озера Верхнього, законтактували з індіанцями оджибве, придбали у них землю та переважно торгували хутром. Після того, як у цьому районі були виявлені мідь, залізна руда та золото, почали працювати численні шахти, і цей період отримав назву Вавська золота лихоманка. Через коливання цін ці шахти були тимчасово закриті та знову відкриті. У 1899 році Вава отримала статус міста. Назва місця мовою оджибве означає «дика гуска». Цю назву, очевидно, було обрано тому, що величезні зграї канадських казарок (Branta canadensis) щороку зупиняються на озері Вава під час своїх міграцій.

## Статуї канадських казарок
Мешканці Вави роками старалися покращити інфраструктуру та зберегти зручне сполучення з дорожньою мережею. Коли в 1960 році нарешті було завершено з'єднання з Трансканадською автомагістраллю, все ще було розчарування, оскільки дорога лише торкалася міста, а не проходила через центр. Щоб заохотити мандрівників зупинятись у Ваві, на шосе як принаду для привернення уваги встановили 8,5-метрову статую канадської казарки, деякі частини якої виготовлені з пластику. Фактично, протягом багатьох років цей унікальний витвір став однією з найбільш фотографованих статуй у Північній Америці. Оскільки на малюнку невдовзі з'явилися численні пошкоджені ділянки внаслідок впливу погодних умов, усі основні компоненти з того часу були замінені сталевою конструкцією. Інші, дещо менші казарки, служать привабленню відвідувачів і в інших місцях Вави.

## Сини та доньки міста
- Денні Ламберт (* 1970), хокеїст і тренер
- Кріс Саймон (1972–2024), хокеїст

## Цікавинки
Значні частини фільму «Сніговий пиріг» за участю Сіґурні Вівер та Алана Рікмана були зняті у Ваві.

## Вебпосилання
- Знаменита канадська казарка – статуя казарки

## Окремі посилання
1. 1 2  Canada 2021 Census
2. ↑  Ontario Geographic Names Map Viewer
3. ↑  [Архівовано [Дата відсутня], у www.wawa.cc]